# إزالة الغابات حسب المنطقة
تتنوع معدلات وأسباب إزالة الغابات أو الزَّحْرَجة  من منطقة لأخرى حول العالم. في عام 2009، كان ثلثا غابات العالم في 10 بلدان فقط: 1) روسيا، 2) البرازيل، 3) كندا، 4) الولايات المتحدة، 5) الصين، 6) أستراليا، 7) الكونغو، 8) إندونيسيا، 9) الهند، 10) بيرو.
يقدر أن المعدل السنوي لإزالة الغابات 13.7 هكتار في العام، ما يساوي مساحة اليونان. يعوض نصف هذه المساحة فقط بغابات جديدة أو نمو غابات. بالإضافة إلى إزالة الغابات الناتج عن النشاط البشري بشكل مباشر، فإن الغابات النامية أيضًا تأثرت بالتغير المناخي، ما زاد خطر حدوث العواصف والأمراض. تتضمن اتفاقية كيوتو اتفاقًا على منع إزالة الغابات، ولكنها لا تضع الآليات لتنفيذ هذا الاتفاق.

## التحليل العالمي
في مقالة دراسة توازنية للملكية ظهرت في مجلة علمية وراجعتها تلك المجلة في عام 2021، حلل علماء موثوقون البيانات من عدة قواعد بيانات عامة لإنشاء تمثيل مناطقي لمستويات إزالة الغابات العالمية الناتجة عن الأنماط الحديثة وغير المعدلة بمعظمها للتجارة والإنتاج والاستهلاك، وأظهرت الدراسة مثلًا أن مجموعة الدول الصناعية السبع تشهد خسارة سنوية وسطية بمقدار 3.9 أشجار للشخص، وأن الهند والصين زادتا إزالة الغابات المتجسدة في وارداتهما.

## أفريقيا
اعتبارًا من عام 2008، تعاني أفريقيا من إزالة الغابات ضعفي المعدل العالمي، وفقًا لبرنامج البيئة التابع للأمم المتحدة. تدعي بعض المصادر أن إزالة الغابات قد قامت بالفعل بمحو نحو 90% من غابات غرب أفريقيا الأصلية. وتتسارع إزالة الغابات في وسط أفريقيا. وفقًا للفاو (منظمة الأغذية والزراعة)، فإن أفريقيا خسرت أكبر نسبة مئوية من الغابات المدارية من بين كل القارات خلال ثمانينيات القرن العشرين وتسعينياته وأوائل الألفية الثالثة. وفقًا للأرقام الصادرة عن الفاو (1997)، لم يتبق سوى 22.8% من غابات غرب أفريقيا الرطبة، والكثير منها تراجعت. فقدت نيجيريا 81% من غاباتها البدائية في مجرد 15 عامًا (1990-2005). تهدد إزالة الغابات الكبيرة الأمن الغذائي في بعض البلدان الأفريقية. من العوامل المساهمة في المعدلات الكبيرة لإزالة الغابات في القارة اعتماد 90% من سكانها على الأخشاب وقودًا للتدفئة والطبخ.
تظهر الأبحاث التي أجرتها منظمة الصندوق العالمي للطبيعة الدولية في 2006 أن معدلات التحطيب غير القانوني في أفريقيا تتراوح بين 50% في الكاميرون وغينيا الاستوائية و 70% في الغابون و 80% في ليبيريا – حيث لعبت عوائد الحطب دورًا رئيسيًّا في تمويل الحرب الأهلية في سيراليون ونزاعات مسلحة أخرى في المنطقة حتى فرض مجلس الأمن التابع للأمم المتحدة حظرًا على كل الحطب الليبيري في عام 2003.

### جمهورية الكونغو الديمقراطية
إزالة الغابات في جمهورية الكونغو الديمقراطية سببها الجزئي التحطيب والتعدين غير المنظمين، ولكن السبب الأكبر الطلب الذي تسببت به نشاطات الإعاشة للشعب الفقير. في شرق البلاد، على سبيل المثال، يعيش أكثر من 3 ملايين شخص على بعد أقل من مسير يوم عن حديقة فيرونغا الوطنية. يستخدم الخشب من غابات الحديقة من قبل العديد حطبًا لإشعال النار، وخشبًا للإنشاءات، وفي إنتاج الفحم الخشبي. إزالة الغابات الناتجة عن نشاطات الإعاشة تهديد حاد للحديقة بشكل عام، وللمساكن الطبيعية للغوريلا الجبلية المهددة بالانقراض على وجه التحديد. من 2014 حتى 2018، تضاعف معدل قطع الأشجار في جمهورية الكونغو الديمقراطية إلى الضعفين.

### إثيوبيا
السبب الرئيسي لإزالة الغابات في بلد إثيوبيا في شرق أفريقيا النمو السكاني وما يتبعه من ارتفاع في الطلب على النشاطات الزراعية وإنتاج المواشي وحطب الوقود. تشمل الأسباب الأخرى انخفاض مستوى التعليم وضعف تدخل الحكومة، مع أن الحكومة الحالية قد اتخذت بعض الخطوات لمواجهة إزالة الغابات. تعمل منظمات مثل فارم أفريكا (بالعربية: ازرعوا أفريقيا) مع الحكومات المحلية والفدرالية لإنشاء نظام لإدارة الغابات. أصيبت إثيوبيا، وهي ثالث دولة أفريقية من حيث التعداد السكاني، بالمجاعة العديد من المرات بسبب شح الأمطار ونضوب الموارد الطبيعية. خفضت إزالة الغابات فرص هطول الأمطار، التي كانت منخفضة بالأساس، ما يؤدي إلى تعرية الأراضي من الغطاء الطبيعي. يقترح بيرسيل باييسا، وهو مزارع إثيوبي، مثالًا عما قد يؤدي إلى إزالة الغابات. قال إن مقاطعته كانت مليئة بالغابات والحياة البرية، ولكن فرط نمو السكان أدى بالناس إلى الانتقال إلى تلك الأراضي وإزالة المحاصيل النباتية، قاطعين كل الأشجار لبيعها حطبًا لإشعال النيران.
خسرت إثيوبيا 98% من مناطق غاباتها في آخر 50 عامًا. في بداية القرن العشرين، كانت مساحة 420,000 كم2 أو 35% من مساحة إثيوبيا مغطاة بالغابات. تشير التقارير الحديثة إلى أن الغابات تغطي أقل من 14.2% أو حتى 11.9% فقط حسب بيانات عام 2005. بين عامي 1990 و2005، خسرت البلاد 14% من غاباتها، أو 21,000 كم2.

### كينيا
في 1963 كان غطاء الغابات في كينيا يغطي نحو 10% من مساحتها؛ بحلول عام 2006 كان هذا الغطاء يشكل 1.7% فقط.

### مدغشقر
أثرت إزالة الغابات وما ينتج عنها من تصحر، وتراجع للموارد المائية، وفقد للتربة الخصبة على نحو 94% من أراضي مدغشقر التي كانت منتجة حيويًّا في وقت سابق. منذ وصول البشر قبل 2000 عام، فقدت مدغشقر أكثر من 90% من غاباتها الأصلية. حدث معظم هذه الخسائر منذ الاستقلال عن الفرنسيين، ونتيجة استخدام السكان المحليين ممارسات زراعية تقتصر على القطع والحرق في محاولتهم للحصول على مورد عيش. تشكل إزالة الغابات سببًا بارزًا من أسباب عدم قدرة البلاد حاليًّا على توفير الطعام الملائم، والمياه العذبة، والظروف الصحية لسكانها المتزايدين.

### نيجيريا
وفقًا للفاو فإن معدل إزالة الغابات في نيجيريا هو الأعلى في العالم بالنسبة للغابات الرئيسية. خسرت البلاد أكثر من نصف غابتها الرئيسية في آخر خمس سنوات. من الأسباب الواردة التحطيب، وزراعة الإعاشة، وجمع الحطب للوقود. دمر نحو 90% من غابات غرب أفريقيا المطيرة. 

## أوروبا
فقد أوروبا أكثر من نصف غاباتها في آخر 6,000 عام. يعود هذا بشكل رئيسي للتوسع الزراعي وازدياد الطلب على وقود الخشب. وفقًا لبيانات الأقمار الصناعية، فإن خسارة الكتلة الحيوية في غابات أوروبا ازدادت بمقدار 69% في الفترة بين عامي 2016 و2018، بالمقارنة مع الفترة بين عامي 2011 و2015.

### فنلندا
تشكل إزالة الغابات 6% من إجمالي انبعاثات التغير المناخي في فنلندا. يبلغ مجموع الغابات التي تقطع لأدل الأبنية، والطرق، والحقول الجديدة 19,000 هكتار في العام. هدفت حكومة ريني برئاسة رئيس الوزراء آنتي ريني لفرض الضرائب على البناء في الغابات، ولكن لم تفرض رسوم في أغسطس 2019.
نتج عن ممارسات إدارة الغابات الفنلندية انبعاثات صرفة بارزة للكربون في الغلاف الجوي من أنظمة الغابات ومستنقعات الخث البيئية في فنلندا.

### آيسلندا
خضعت آيسلندا لعمليات إزالة غابات مكثفة منذ استقرار الإسكندنافيتين في القرن التاسع. في زمن الاستقرار البشري قبل 1150 عام، غطت غابات القضبان وغابات الأشجار 25% من مساحة البر الآيسلندي على الأقل. بدأ المستوطنون بقطع الغابات وحرق الأدغال لإنشاء حقول للزراعة وأراضٍ للرعي. لم تنته إزالة الغابات في آيسلندا حتى منتصف القرن العشرين. أعادت زراعة الغابات وإعادة الإنبات مساحات صغيرة من الأراضي. ولكن الزراعة كانت السبب الرئيسي لعدم نمو غابات القضبان والأشجار من جديد.

### إيطاليا
يكثر ذكر صقلية كمثال على إزالة الغابات بسبب النشاط البشري، وهو ما حدث منذ العصور الرومانية، حين جعلت الجزيرة منطقة زراعية، وما تزال حتى هذا اليوم. أدى هذا تدريجيًّا إلى جعل المناخ جافًّا، ما أدى إلى انخفاض مستويات هطول الأمطار وإلى جفاف الأنهار. حاليًّا، المحافظات الوسطى والجنوبية الغربية بأكملها دون غابات عمليًّا. أثر هذا أيضًا على التنوع الحيواني البري في صقلية، والذي لم يبق منه سوى القليل في مراعي الجزيرة وحقولها الزراعية.